# مولود فرعون
مولود فرعون (1913 بتيزي وزو -1962) أديب وكاتب جزائري يكتب باللغة الفرنسية. أغتالته منظمة الجيش السري في بن عكنون بالجزائر العاصمة في 15 مارس 1962، قبل أربعة أيام من وقف إطلاق النار الذي شكل الخطوة الأولى لنهاية الثورة الجزائرية واستقلال البلاد. أعماله الأكثر شهرة هي الثلاثية ابن الفقير (1950)، الأرض والدم (1953) والدروب الوعرة (1957).

## حياته
ولد في 8 مارس 1913م في تيزي هيبل من عائلة فقيرة. التحق بالمدرسة الابتدائية في تيزي وزو بقرية تاوريرت موسى المجاورة، فكان يقطع مسافة طويلة إلى مدرسته في ظروف صعبة ولكن مثابرته واجتهاده وصراعه مع واقعه تحت ضغط الاستعمار الفرنسي فصار من التلاميذ النجباء، ثم التحق بالثانوية بتيزي وزو أولا ً وفي مدرسة المعلمين ببوزريعة بالجزائر العاصمة.
ورغم وضعه البائس تمكن من التخرج من مدرسة المعلمين، واندفع للعمل بعد تخرجه، فاشتغل بالتعليم حيث عاد إلى قريته تيزي هيبل التي عين فيها مدرساً سنة 1935 ميلادي.
أعطى من علمه لأطفال قريته أعطى مثالا له في القرية التي احتضنته تلميذاً قرب قرب مسقط رأسه بأقل من ثلاثة كيلومترات، وهي قرية تاوريرت موسى ببلدية أيت محمود التي التحق بها معلما سنة 1946 في المدرسة نفسها التي استقبلته تلميذاً، وعين بعد ذلك سنة 1952 ميلادي في إطار العمل الإداري التربوي بالأربعاء نايث ايراثن أما في سنة 1957 ميلادي فقد التحق بالجزائر العاصمة مديراً لمدرسة نادور بكلو سلامبييه (المدنية حالياً)، كما عين في 1960 ميلادية مفتشاً لمراكز اجتماعية كان قد أسسها أحد الفرنسيين في 1955 ميلادية وهي الوظيفة الأخيرة التي اشتغل فيها قبل أن يسقط برصاص الغدر والحقد الاستعماري في 15 مارس 1962 ميلادي، حيث كان في مقر عمله، مهموماً بقضاياً العمل وبواقع وطنه خاصة في المدن الكبرى في تلك الفترة الانتقالية حين أصبحت عصابة منظمة الجيش السري الفرنسية المعروفة ب(أويس) تمارس جرائم الاختطاف والقتل ليلا ونهاراً، حيث اقتحمت مجموعة منها على "'مولود فرعون"' وبعض زملائه في مقر عملهم، فيسقط برصاص العصابة.

## مؤلفاته
ترك مولود فرعون عدة مؤلفات أدبية بالإضافة إلى الكثير من المقالات...
- 1950 – ابن الفقير (بالفرنسية: Le Fils du pauvre) : كتبها في شهر أفريل سنة 1940م.
- 1953 – الأرض والدم (بالفرنسية: La Terre et le Sang)
- 1954 – أيام قبائلية (بالفرنسية: Jours de Kabylie): ويتكلم فيه عن عادات وتقاليد المنطقة.
- 1957 – الدروب الوعرة (بالفرنسية: Les Chemins qui montent).
- 1960 – أشعار سي محند (بالفرنسية: Les Poèmes de Si Mohand)
- 1969 –  رسائل إلى الأصدقاء (بالفرنسية: Lettres à ses amis) وكلها تتكلم عن المعاناة الجزائرية تحت ظلام الاستعمار والمحاولات العديدة لطمس هويته من تجهيل ونشر للمسيحية.
- 1972 –  الذكرى (بالفرنسية: L'Anniversaire)
- 2007 – مدينة الورود (بالفرنسية: La Cité des roses)
- مقالات عديدة وكثيرة نشرت في عدة طبعات فرنسية وجزائرية.

## أقواله
| مولود فرعون | اتحدث باللغة الفرنسية وأكتب باللغة الفرنسية لكي أقول للفرنسيين بأني لست فرنسيا | مولود فرعون |

## عائلة
في 24 مارس 2022 ، قفزت كل من حفيدتيه نرجس ونسرين فرعون التوأم، بالإضافة لزوج نرجس، ووابنتهم (8 سنوات)  من شرفة شقتهما (الطابق السابع، 24م) في مونترو بينما كانت الشرطة على الباب محضرة استدعاءً بخصوص التزام الطفل بالمدرسة.  نجا طفل آلان والذي يبلغ من العمر 15 عامًا من السقوط بإصابات خطيرة.